# متنزه نتشيسار الوطني
منتزه نتشيسار الوطني أو منتزه نيشسار الوطني منتزه  وطني في إقليم جنوب إثيوبيا بإثيوبيا. يقع في وادي المتصدع الكبير ضمن المرتفعات الجنوبية الغربية لهضبة إثيوبيا.

## التاريخ والإدارة

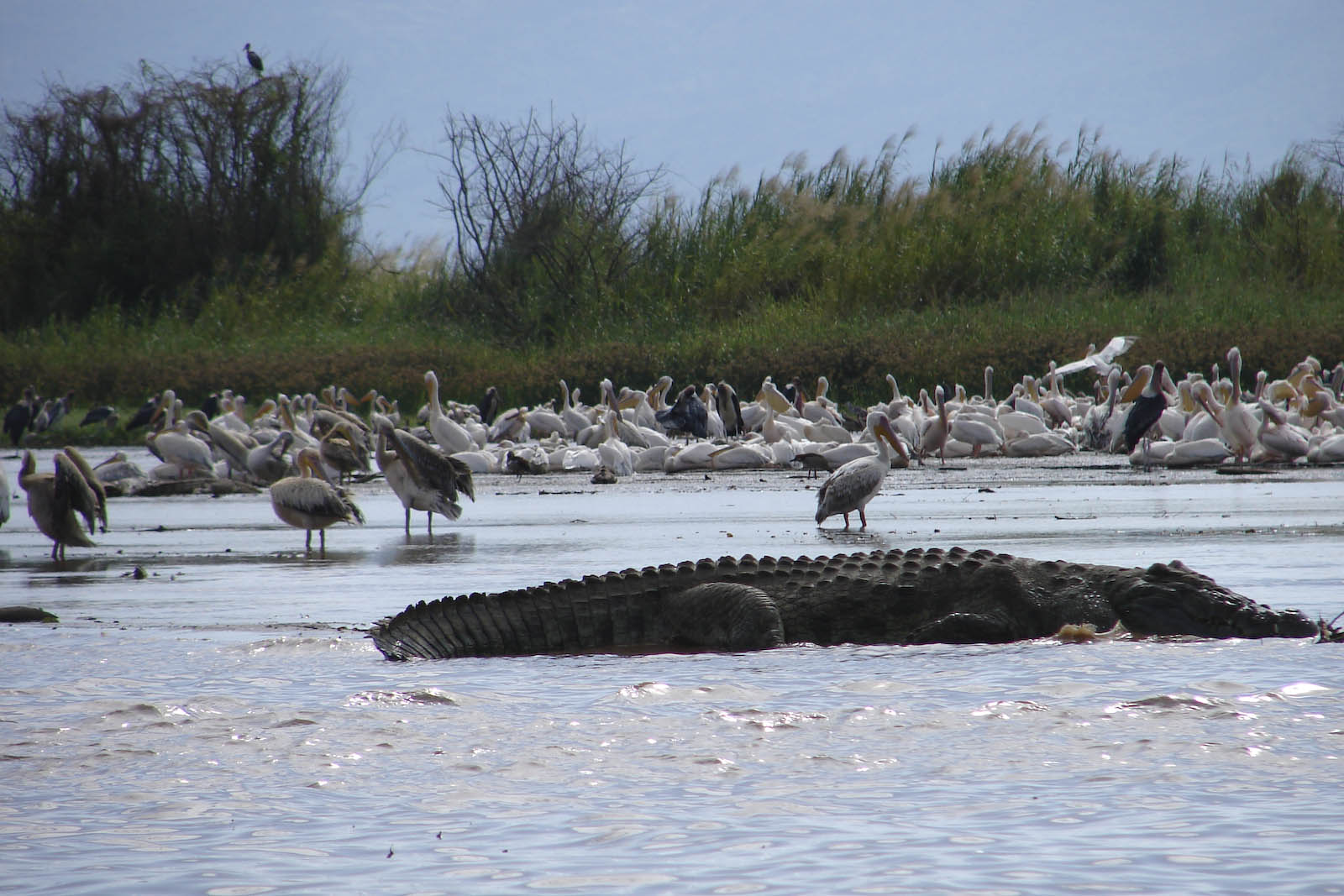
تمساح النيل وسرب من البجع في بحيرة تشامو

كجزء من خطة اليونسكو في ستينيات القرن العشرين لحماية والحفاظ على الطبيعة والموارد الطبيعية في إثيوبيا، قضى فريق استشاري مكون من شخصين ثلاثة أشهر في مسح معظم مناطق الحياة البرية الرئيسية، وقدم رسميًا عام 1965 توصياته إلى مجلس الحفاظ على الحياة البرية، والتي شملت إنشاء محمية طبيعية شرق بحيرة تشامو لحماية قطيع الظبي أحمر الجبهة، والحياة البرية المحلية الأخرى.
تم اقتراح إنشاء محمية نيشيسار الوطنية عام 1967، ثم تأسست رسميًا عام 1974. منذ ذلك الحين لم يتم إعلانها رسميًا في الجريدة الرسمية، لكنها تعمل بحكم الواقع كمحمية وطنية. بناءً على توصيات وزارة الزراعة الإثيوبية، تم عام 1982 طرد قبيلة الغوجي المحلية، التي كانت تعيش كرعاة رحل في الأراضي المنخفضة بجوار بحيرتي آبايا وتشامو، قسراً من المحمية تحت تهديد السلاح.
خلال الفترة الفوضوية في نهاية حكم الدرغ وما بعدها مباشرة، تعرضت نيشيسار لأضرار جسيمة. تم نهب وتدمير مباني المحمية البعيدة عن المقر الرئيسي. في الوقت نفسه، عاد أفراد قبيلة الغوجي إلى مناطق رعيهم التقليدية. وفقًا لمصدر واحد، فروا إلى هناك هربًا من هجمات البورانا أورومو، الذين تعرضوا بدورهم لاعتداءات من قبل الجماعات العرقية المجاورة، وأسهم وجودهم في تدهور البيئة والانقراض المحلي للعديد من الأنواع. كما حصل الغوجي على أسلحة نارية خلال هذه الفترة، واستخدموها لمقاومة الطرد من المحمية لاحقًا. في عام 2005، انتقدت منظمة اللاجئين الدولية طردهم.
في عام 2004، تم تسليم مسؤولية إدارة محمية نيشيسار الوطنية إلى منظمة أفريكان باركس . بسبب عدة عوامل، أنهت أفريكان باركس جميع أنشطتها في نيشيسار بحلول نهاية عام 2007.  أصبحت الإدارة منذ ذلك الحين تحت سلطة هيئة الحفاظ على الحياة البرية الإثيوبية (EWCA).
بينما ازداد السياحة في إثيوبيا داخل المحمية في السنوات الأخيرة، حيث تضاعف عدد السياح كل عام من 5300 سائح في عام 2005 إلى 20,500 في عام 2007، أعلنت أفريكان باركس في أكتوبر 2008 أنها تنهي إدارة محمية نيشيسار الوطنية. في مقال بمجلة أعيد نشره على موقعهم الإلكتروني، تدعي أفريكان باركس أن الإدارة المستدامة للمتنزهات الإثيوبية لا تتناسب مع طريقة الحياة غير المسؤولة لبعض الجماعات العرقية. وأضافت أفريكان باركس أن التركيز على إعادة توطين السكان خارج المحمية، بدلاً من تثقيفهم للعمل معهم، جاء من الحكومة الإثيوبية. قيل لأفريكان باركس إن الغوجي هم جزء من شعب أورومو، وأنهم ينتمون إلى مقاطعة أوروميا المجاورة، وليس بين شعب جامو وغوفا في المنطقة الجنوبية، حيث تقع المحمية.

## الجغرافيا والمشهد الطبيعي
تضم المحمية البالغة مساحتها 750 كـم2 (290 ميل2) جسر الإله، وهو برزخ بين بحيرة آبايا وبحيرة تشامو، وسهول نيشيسار (بالتركية: العشب الأبيض) شرق البحيرات. تقع شرق أربا مينش. تتراوح ارتفاعات المحمية بين 1,108 و 1,650 م ما يعادل 3,635 و 5,413 قدم .

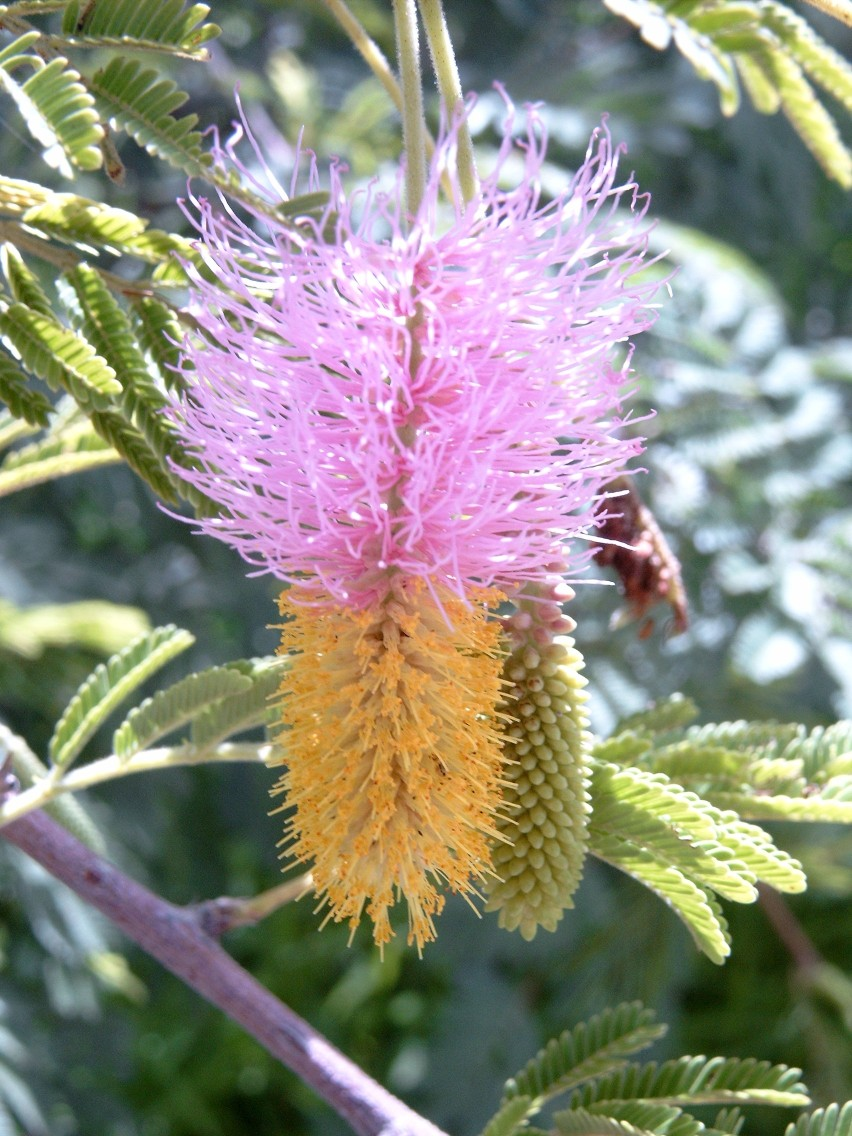
السنط المُلَوَّن

المركز الإقليمي المهم للمحمية هو أربا مينش في وادي المتصدع الإثيوبي الرئيسي. يتكون حوالي 15% من المحمية من بحيرات تشمل بحيرة آبايا في الشمال وبحيرة تشامو في الجنوب. يتكون جزء من الموائل من غابة المياه الجوفية وسواحل البحيرات، ولكن هناك أيضًا سهول عشبية جافة. يتراوح الارتفاع من 1,108 متر فوق مستوى سطح البحر عند شاطئ بحيرة تشامو إلى 1,650 متر على جبل تبلا في الشمال الشرقي، المشهور بـ ينابيعه الحارة.
تشمل الأشجار الأطول الموجودة في المحمية ، و وبدرجة أقل . يهيمن على الجزء الجنوبي من المحمية عشب بيئي (edaphic grassland) وتربة طينية سوداء كلسية تحته، حيث يشكل ، و وعشب جزءًا كبيرًا من المشهد الطبيعي. تشكل كلاً من الأنواع الغازية والتعدي الخشبي للنباتات تهديدًا لـ التنوع البيولوجي في المحمية الوطنية.

## الحياة البرية

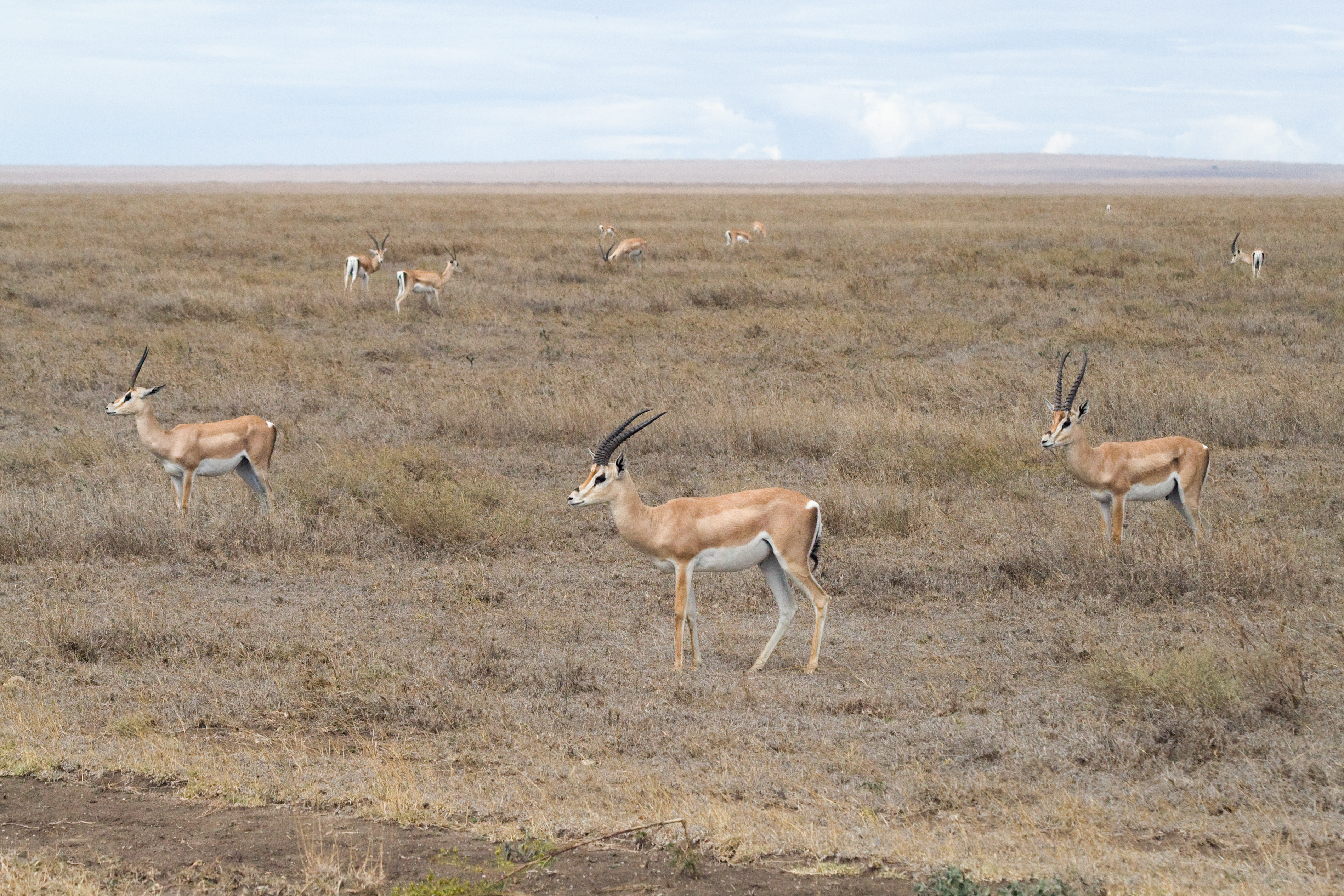
يوجد في المحمية عدد ملحوظ من غزال جرانت

تشمل الحياة البرية في المحمية حمار الزرد السهلي، وغزال جرانت، ودقدق، وفرس النهر، والنمرالإفريقي، والضبع المرقط، وكودو أكبر، والأسد، والفهد. تضم المحمية أيضًا غزال الآجام بوشبك، وكوب الماء، وخنزير الآجام، وبابون الزيتون، وقرد الفرفت، وابن آوى الظهري الأسود. كما استضافت واحدة من آخر ثلاث تجمعات لـ الظبي أحمر الجبهة ، والتي انقرضت على الأرجح الآن، حيث شوهد آخر فرد في عام 2017.
كان الكلب البري الأفريقي موجودًا في المحمية، لكنه قد يكون الآن منقرضًا محليًا بسبب ضغوط الكثافة السكانية البشرية في هذه المنطقة. في عام 2009، قُدرت مجموعة صغيرة من الأسود بأقل من 23 أسدًا في المحمية وحولها.
تعتبر محمية نيشيسار الوطنية موطنًا مهمًا للطيور بما في ذلك الرفراف، واللقالق، والبجع، والنحام الوردي والعقاب النساري الأفريقي. يُعرف جزء من الشاطئ الشمالي الغربي لبحيرة تشامو باسم سوق التماسيح ، حيث تجتمع مئات من تماسيح النيل للتشمّس.[بحاجة لمصدر]

## الوصلات الخارجية
المتنزهات الوطنية في إثيوبيا: محمية نيشيسار الوطنية (أديس تريبيون)
صحيفة حقائق قاعدة البيانات العالمية للمناطق المحمية عن محمية نيشيسار الوطنية